# 登川站
登川車站（日语：／ Noborigawa eki */?）是位於北海道夕張市登川、日本國有鐵道（國鐵）夕張線沿線的已廢鐵路車站。

## 車站構造
為設有側式月台、1面1線的地面車站。車站後期為設有職員的車站，並設置於1916年（大正5年）興建的木造車站。

## 車站周邊
- 設有登山煤礦的採礦及住宿的設施。而現在這些設施仍然殘留在山上。
- 北海道橫斷自動車道（日语：北海道横断自動車道）
- Rubeshippu林道（ルベシップ林道）：連接北海道道136號夕張新得線（日语：北海道道136号夕張新得線），附近偶有熊出沒。

## 歷史
- 1911年（明治44年）12月 - 因開發三井登川煤礦而興建三井礦山專用線，登川站同時開始營業。
- 1916年（大正5年）7月11日 - 三井礦山專用線轉讓給國鐵，成為夕張線支線的車站。
- 1919年（大正8年）7月10日 - 北海道煤礦汽船收購三井礦山的登川煤礦。
- 1953年（昭和28年）11月21日 - 北海道煤礦汽船登川煤礦停產。
- 1981年（昭和56年）
  - 5月25日 - 車站簡易委託化（無人化）。
  - 7月1日 - 登川支線（紅葉山站～登川站之間）廢線，車站同時被廢除。

## 鄰近車站
日本國有鐵道
夕張線（登川支線）
楓站 - 登川站

## 外部連結
- （日語）全驛參觀之旅 （页面存档备份，存于）